# Roy Sullivan
Roy Cleveland Sullivan, född 7 februari 1912, död 28 september 1983, var en amerikansk skogvaktare i Shenandoah nationalpark i Virginia. Han är den person som träffats flest gånger av blixten. Mellan 1942 och 1977 träffades Sullivan av blixtar vid sju olika tillfällen och överlevde dem alla. Av denna anledning fick han smeknamnet "Den mänskliga blixtledaren" (The Human Lightning Rod). Samtliga fall har bekräftats av blixt expert läkare.

## Biografi

### Privatliv
Sullivan föddes i Greene County, Virginia, 7 februari 1912. Han började arbeta som skogvaktare i Shenandoah nationalpark 1936. Sullivan beskrevs som en muskulös man med ett brett, barskt ansikte som påminde om Gene Hackman. Han undveks av människor senare i livet då de var rädda att bli träffade av blixten och det gjorde honom sorgsen. Han mindes en gång när han var ute och gick med chefen "Jag var ute och gick med chefen en dag när det började åska i fjärran och chefen sa, 'Vi ses senare.'"
Två av hans hattar finns att se på Guinness World Exhibit Halls i New York och South Carolina.

### Död
Den 28 september 1983 hittades Sullivan död i sitt hem efter att ha begått självmord genom att skjuta sig själv i huvudet. Han blev 71 år gammal.

## Sju träffar
1. Det första dokumenterade blixtnedslaget skedde i april 1942. Han gömde sig från ett åskväder i ett Brandtorn. Brandtornet var nybyggt och hade ingen åskledare; det blev träffat sju eller åtta gånger. Inne i tornet så "hoppade det eld överallt". Sullivan sprang ut och hann bara några meter när han blev träffad av vad han ansåg vara hans värsta träff. Han fick ett långt brännmärke på sitt högra ben, ner till foten, och det lämnades ett stort hål i skon.
2. Han blev träffad igen juli 1969. Ovanligt nog blev han träffad sittande i sin bil, körandes på en bergsväg. Metallen på en bil skyddar vanligtvis mot blixtnedslag genom att fungera som Faradays bur. Blixten träffade först närliggande träd som sedan studsade in i fönstret på hans bil. Träffen gjorde Sullivan medvetslös och brände bort hans ögonbryn och ögonfransar, samt satte eld på hans hår. Bilen rullade okontrollerat tills den stannade vid en klippkant.
3. I juli 1970 blev han träffad när han var ute på sin gård. Blixten träffade en närliggande krafttransformator och hoppade sedan till hans vänstra axel och gav honom ett brännmärke.
4. Våren 1972, Sullivan arbetade inne i skogvaktarstugan i Shenandoah nationalpark när en blixt slog ned. Den satte fyr på hans hår; han försökte kväva elden med sin jacka utan framgång, och sprang istället till toaletten men kunde inte få plats med huvudet under kranen, så han använde en blöt handduk istället. Trots att han aldrig var rädd av sig så blev han det efter den fjärde gången. Han började tro att någon sorts kraft försökte förgöra honom och han utvecklade en rädsla för döden. I månader framöver när han fastnade i oväder när han var ute och körde så stannade han bilen och kurade ihop sig på framsätet tills ovädret slutat. Han började också tro att han lockade till sig blixtar även om han stod i folkmassor. Han hade alltid en flaska vatten med sig ifall hans hår började brinna.
5. 7 augusti 1973, när han var ute och patrullerade parken såg Sullivan att en storm var i antågande och körde fort därifrån. Men molnet verkade följa honom, sa han. När han äntligen trodde att han lyckats komma undan det, beslutade han att det var säkert att kliva ur bilen. Strax därpå blev han träffad av en blixt. Sullivan sade att han faktiskt såg blixten som träffade honom. Blixten satte fyr på hans hår, färdades ner genom hans vänstra arm och vänstra ben, och gjorde så att hans sko flög av. Blixten hoppade sedan över till hans högra ben. Fortfarande vid medvetande kröp han till sin bil och hällde flaskan med vatten, som han alltid hade i bilen, över sitt huvud som brann.
6. Nästa träff ägde rum den 5 juni 1976 och skadade hans vrist. Det rapporterades att han såg ett moln, trodde att det följde efter honom, försökte springa ifrån det men blev träffad ändå.
7. På söndagsmorgonen 25 juni 1977 träffades Sullivan när han fiskade i en färskvattenpool. Blixten träffade hans huvud, satte eld på hans hår och brände hans bröstkorg och mage. Sullivan vände sig mot sin bil när något oväntat hände — en björn närmade sig dammen och försökte stjäla en forell från hans krok. Sullivan hade styrkan och modet att slå björnen med en träpinne. Han hävdade att det var den tjugoandra gången han slagit en björn med en pinne i sin livstid.

Alla sju träffar dokumenterades av föreståndaren R. Taylor Hoskins i Shenandoah nationalpark. Sullivan själv sa att den första gången han blev träffad av blixten inte var 1942, utan mycket tidigare. När han var ett barn hjälpte han sin far att skörda vete på ett fält när en blixt slog ned i hans lie utan att skada honom. Men eftersom han inte kunde bevisa det så hävdade han det aldrig.
Sullivans fru träffades också av blixten en gång när ett oväder plötsligt drog igång när hon var ute och hängde tvätt. Sullivan var med och hjälpte henne men lyckades klara sig oskadd.